# 7 Year Bitch
7 Year Bitch est un groupe de punk rock féminin américain, originaire de Seattle, à Washington. Il est actif entre 1990 et 1997, puis depuis 2015.

## Biographie
Le groupe est formé en 1990 par la guitariste Stefanie Sargent, la bassiste Elizabeth Davis, Valerie Agnew à la batterie, et Selene Vigil au chant. Il sera secoué par la disparition en 1992 de Stefanie Sargent, victime d'une overdose, ainsi qu'en 1993, par le meurtre d'une amie proche, Mia Zapata.
En juillet 1993, Mia Zapata, amie de longue date du groupe et chanteuse de Gits, est brutalement violée et tuée. Cet événement, en plus du décès de Sargent l'année précédente, influencera profondément le groupe. Le groupe enregistre et publie son deuxième album ¡Viva Zapata! (1994) en hommage à leurs deux amies disparues. À cette période, Valerie Agnew devient l'une des organisatrices et cofondatrices de l'association anti-violence et d'autodéfense Home Alive,,. Le 8 avril 1994, le groupe joue un concert à but caritatif au Rock Against Domestic Violence, au Cameo Theater de Miami Beach, avec Babes in Toyland et Jack Off Jill.

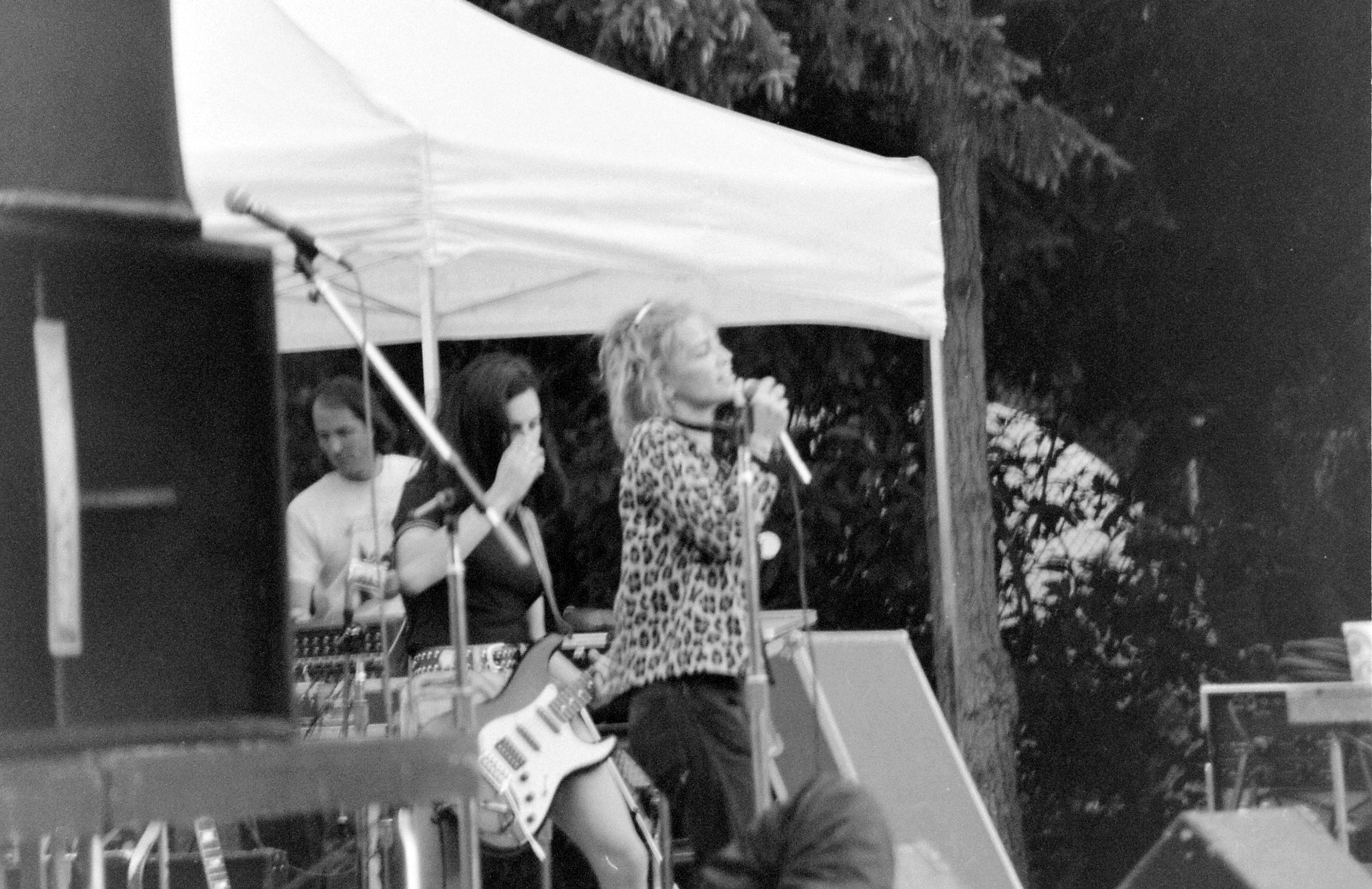
7 Year Bitch en concert au Seattle Center (1995).

En 1995, le groupe signe un nouveau contrat avec Atlantic Records, et publie, en 1996, son troisième album, Gato Negro. Après leur tournée en soutien à Gato Negro, la guitariste Roisin Dunne quitte le groupe, et est remplacée par Lisa Faye Beatty. Au début de 1997, le groupe commence à enregistrer des chansons pour un quatrième album.  Le groupe se délocalise de Seattle à la Californie, Elizabeth Davis et Valerie Agnew à San Francisco et Selene Vigil à Los Angeles. Avec le départ de la guitariste, Roisin Dunne, et la distance physique entre les membres, Seven Year Bitch se termine avec un dernier concert au Lost Goat de San Francisco.
Après la séparation de 7 Year Bitch, la bassiste Elizabeth Davis se joint au groupe local Clone, au sein duquel elle joue jusqu'en 2003. En 2005, elle aide à former le groupe Von Iva. La chanteuse Selene Vigil forme un groupe de metal psychédélique appelé Cistine, en 2000. Elle publie plus tard un album solo, That Was Then, en 2010. Roisin Dunne se joint au groupe The Last Goodbye en 2006.
En novembre 2015, le groupe annonce la sortie de l'album live Live at Moe's, enregistré deux décennies plus tôt, pour le 15 janvier 2016.

## Membres
- Selene Vigil — chant
- Stefanie Sargent † — guitare (1990-1992) (décédée le 27 juin 1992)
- Roisin Dunne — guitare (1992-1996)
- Lisa Faye Beatty — guitare (1996-1997)
- Elizabeth Davis — basse
- Valerie Agnew — batterie

## Discographie

### Albums studio
- 1992 : Sick 'Em
- 1994 : ¡Viva Zapata!
- 1996 : Gato Negro

### Singles/EP
- 1991 : Lorna, No Fucking War, You Smell Lonely (réédité par C/Z Records)
- 1992 : Antidisestablishmentarianism EP
- 1992 : 7 Year Bitch/Thatcher On Acid-"Can We Laugh Now?"/"No Fucking War"
- 1992 : 7 Year Bitch EP
- 1992 : Rock-A-Bye Baby, Wide Open Trap
- 1993 : The History of My Future, 24,900 Miles Per Hour
- 1995 : 24,900 Miles Per Hour
- 1996 : Miss Understood, Go!

### Autres contributions
- 1991 : 8-Ball Deluxe (sur Kill Rock Stars)
- 1992 : Dead Men Don't Rape (sur There's A Dyke In The Pit)
- 1993 : The Scratch sur Power Flush: San Francisco, Seattle and You)
- 1993 : In Lust You Trust (sur Rawk Atlas) (promo seulement)
- 1994 : Dead Men Don't Rape (sur Progression)
- 1995 : The Scratch et Icy Blue (sur Mad Love Motion Picture Soundtrack)
- 1995 : Kiss My Ass Goodbye (sur Seattle Women In Rock: A Diverse Collection)
- 1995 : Damn Good And Well (sur Space Mountain)
- 1995 : The Scratch (sur Take A Lick (BMG)
- 1995 : M.I.A. (sur Notes From The Underground, Vol. 2)
- 1996 : Mad Dash (sur Home Alive: The Art of Self-Defense)
- 1996 : 24,900 Miles Per Hour (sur huH Music Sampler #23)
- 1996 : Knot (Live (sur Hype! The Motion Picture Soundtrack)
- 1997 : Damn Good And Well (sur Rough Cuts: The Best Of Rough Trade Publishing, 1991-1995)
- 1997 : Rock-A-Bye Baby (sur She's a Rebel)
- 1997 : Shake Appeal (sur We Will Fall: The Iggy Pop Tribute)
- 2005 : M.I.A. (sur Whatever: The 90's Pop and Culture Box)
- 2006 : The Scratch (sur Sleepless in Seattle: The Birth Oof Grunge)

## Clips
- 1992 : In Lust You Trust
- 1994 : Hip Like Junk
- 1996 : 24,900 Miles Per Hour